# Ніщиці-Пенькі
Ніщиці-Пенькі (пол. Niszczyce-Pieńki) — село в Польщі, у гміні Бельськ Плоцького повіту Мазовецького воєводства.
Населення — 57 осіб (2011).
У 1975-1998 роках село належало до Плоцького воєводства.

## Демографія
Демографічна структура станом на 31 березня 2011 року:
|          | Загалом | Допрацездатний вік | Працездатний вік | Постпрацездатний вік |
| -------- | ------- | ------------------ | ---------------- | -------------------- |
| Чоловіки | 32      | 4                  | 22               | 6                    |
| Жінки    | 25      | 5                  | 12               | 8                    |
| Разом    | 57      | 9                  | 34               | 14                   |